# کوه‌های مقدس چین

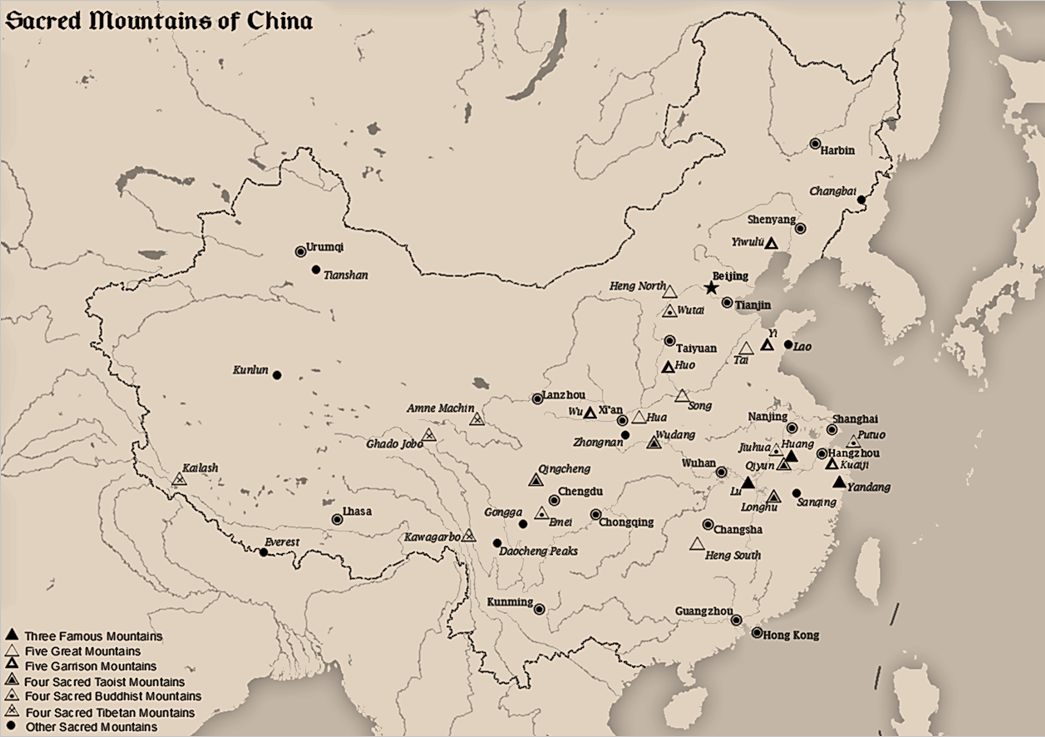
مکان‌های کوه‌های مقدس چین

کوه‌های مقدس چین به چندین گروه تقسیم می‌شوند. پنج کوه بزرگ (چینی ساده‌شده: 五岳; چینی سنتی: 五嶽; پین‌یین: Wǔyuè) به پنج کوه معروف تاریخ چین اشاره دارد، که موضوع زیارت‌های امپراتوری توسط امپراتورها در طول تاریخ بوده‌اند. این کوه‌ها به خداوند عالی‌رتبه آسمان و پنج خدایی که در دین‌های سنتی چینی وجود دارند، مرتبط هستند. گروهی که به بودیسم مربوط می‌شود به نام چهار کوه مقدس بودیسم (四大佛教名山; Sì dà fójiào míngshān) و گروهی که به تائوئیسم مرتبط است به نام چهار کوه مقدس تائوئیسم (四大道教名山; Sì dà dàojiào míngshān) شناخته می‌شود.
کوه‌های مقدس همگی مقصدهای مهمی برای زیارت بوده‌اند و اصطلاح چینی برای زیارت (朝圣; 朝聖; cháoshèng) نسخه‌ای کوتاه‌شده از عبارتی است که به معنای «احترام به یک کوه مقدس» (朝拜圣山; 朝拜聖山; cháobài shèng shān) است.

## پنج کوه بزرگ

پنج عنصر، خدایان کیهانی، تجسم‌های تاریخی، خدایان درونی و اژدهایان، و سیارات مرتبط با پنج کوه مقدس. این کیهان‌شناسی دینی چین امپراتور زرد را که خداوند زمین و سال است، به عنوان مرکز کیهان نشان می‌دهد و چهار خداوند جهت‌ها و فصول را به عنوان تجلیات او معرفی می‌کند. این نمودار بر اساس Huainanzi است.

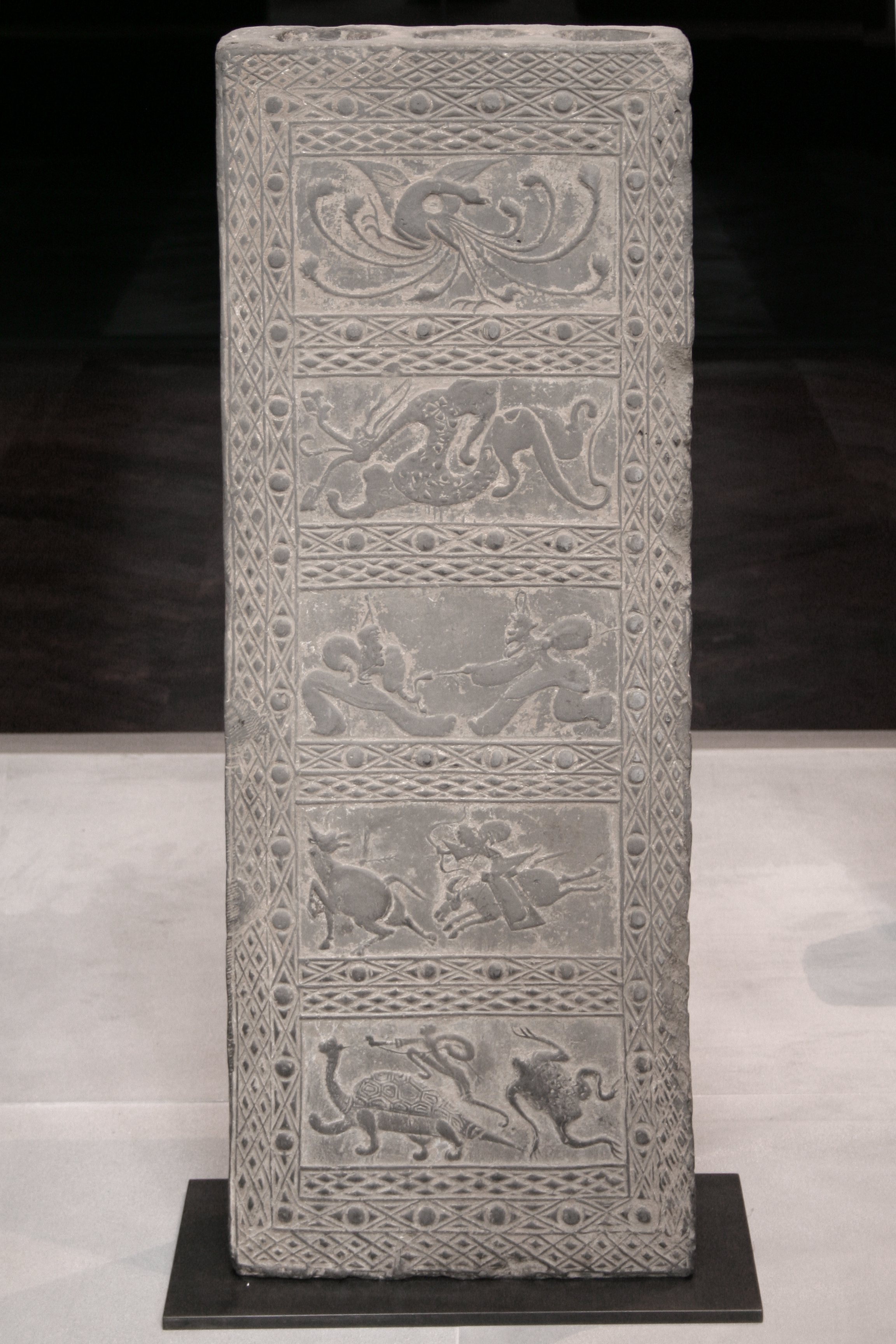
یک کاشی از دودمان هان که به‌طور نمادین پنج جهت اصلی را نشان می‌دهد.

پنج کوه بزرگ یا وویو طبق پنج جهت‌یابی در رمل چینی چیده شده‌اند، که مرکز نیز به عنوان یک جهت محسوب می‌شود. گروه‌بندی پنج کوه در دوران دوره ایالت‌های جنگ‌طلب (۴۷۵ پیش از میلاد – ۲۲۱ پیش از میلاد) پدید آمد، و اصطلاح وویو ("پنج قله") در دوران سلطنت امپراتور وو هان از دودمان هان غربی ۱۴۰–۸۷ پیش از میلاد مشهور شد. در دین‌های سنتی چینی، این کوه‌ها اهمیت کیهان‌شناختی و مذهبی دارند زیرا نمایانگر جهانی مرتب و منظم از خداوند آسمان (تیان (اسطوره‌شناسی)–شانگدی) بر روی سطح فیزیکی زمین هستند و سرزمین چین را به‌عنوان یک تَن (壇; 'محراب') که معادل مفهومی هندوی ماندالا است، به‌تصویر می‌کشند.
پنج کوه از معروف‌ترین نشانه‌های طبیعی در تاریخ چین هستند و از اوایل تاریخ چین، این کوه‌ها محل‌های مناسک پرستش و قربانی‌های امپراتوری توسط امپراتوران مختلف بوده‌اند. اولین حکام افسانه‌ای چین به قله‌های پنج کوه بزرگ سفر کرده یا کاروان‌هایی به‌راه انداخته‌اند. هر بازدید در همان زمان از سال انجام می‌شد. این سفرها بیشتر سفرهای شکار بودند و در پایان به پیشکش‌های آیینی برای خداوند حاکم می‌انجامیدند.
امپراتورها، از جمله چن شی هوانگ، این سفرها را رسمی کرده و آن‌ها را به مراسم دولتی که توسط کنفوسیوسیسم تعیین شده بود، وارد کردند. با هر دودمان جدید، امپراتور جدید به سرعت به پنج کوه بزرگ می‌شتافت تا سرزمین‌های تازه به‌دست‌آمده خود را تصرف کند. با وجود تعدادی وقفه، این رسم امپراتوری تا پایان آخرین دودمان حفظ شد، زمانی که پس از سقوط دودمان چینگ در ۱۹۱۱، یوآن شیکای خود را در نیایشگاه آسمان در پکن به عنوان امپراتور تاج‌گذاری کرد. اما برای احتیاط، او همچنین به خدای کوه شمالی کوه هنگ نیز پیشکش کرد.
در دهه ۲۰۰۰، قربانی‌های رسمی به سبک‌های کنفوسیوسی و تائوئیستی از سر گرفته شد. پنج کوه بزرگ به مکان‌های زیارتی تبدیل شده‌اند که صدها زائر در معابد و غارها گرد هم می‌آیند. اگرچه پنج کوه بزرگ به‌طور سنتی به عنوان مکان‌هایی با وابستگی‌های دینی انحصاری شناخته نمی‌شوند، اما بسیاری از آن‌ها حضور قوی تائوئیستی دارند، بنابراین این پنج کوه توسط برخی به عنوان بخشی از «کوه‌های مقدس تائوئیسم» گروه‌بندی می‌شوند. همچنین معابد مختلف بودایی و آکادمی‌های کنفوسیوسی بر روی این کوه‌ها ساخته شده‌اند.
به‌طور متناوب، این کوه‌ها گاهی با جهت‌های مربوط خود شناخته می‌شوند: «کوه بزرگ شمالی» (北岳; 北嶽; Běi Yuè)، «کوه بزرگ جنوبی» (南岳; 南嶽; Nán Yuè)، «کوه بزرگ شرقی» (东岳; 東嶽; Dōng Yuè)، «کوه بزرگ غربی» (西岳; 西嶽; Xī Yuè)، و «کوه بزرگ مرکزی» (中岳; 中嶽; Zhōng Yuè).
طبق اسطوره‌شناسی چین، پنج کوه بزرگ از بدن پانگو (盘古; 盤古; Pángǔ)، اولین موجود و خالق جهان، منشأ گرفته‌اند. به دلیل موقعیت شرقی آن، کوه تای با خورشید طلوع‌کننده که نماد تولد و تجدید است، مرتبط است. به همین دلیل، اغلب به عنوان مقدس‌ترین کوه از پنج کوه بزرگ شناخته می‌شود. مطابق با موقعیت ویژه خود، باور بر این است که کوه تای از سر پانگو تشکیل شده است. کوه هنگ در هونان باقی‌مانده دست راست پانگو، کوه هنگ در شانشی دست چپ او، کوه سونگ شکم او و کوه هوآ پاهای او هستند.

### حفاظت از طبیعت
در دوران باستان، کوه‌ها مکان‌هایی بودند با مقام و قدرت، که تحت سلطه نیروهای تاریک قرار داشتند و با ایمان پرستش می‌شدند. یکی از دلایل این پرستش، ارزش کوه‌ها برای بقای انسان‌ها به عنوان منبعی از رفاه و باروری، به عنوان زادگاه رودخانه‌ها، به عنوان مکانی که گیاهان دارویی و medicinal plants رشد می‌کردند و به عنوان منبعی برای ساخت خانه‌ها و ابزارها بود. یکی از اصول اساسی تفکر تائوئیسم این بود که انسان‌ها به‌طور غریزی احساس اتصال با طبیعت داشته باشند و این امر هنوز هم ادامه دارد. از قرن چهارم میلادی، تائویی‌ها ۱۸۰ اصل از لرد لائو را برای زندگی صحیح و صادقانه به کشیشان عالی‌رتبه ارائه دادند. بیست اصل از این اصول به‌طور خاص به حفاظت از طبیعت می‌پرداختند، در حالی که بسیاری از اصول دیگر به‌طور غیرمستقیم به جلوگیری از تخریب طبیعت اشاره داشتند. احترام به طبیعت از همان ابتدا یکی از ارکان اصلی تائوئیسم بوده است و خود به تنهایی توضیح می‌دهد که چرا پنج کوه بزرگ مقدس شمرده می‌شوند. علاوه بر این، تائویی‌ها کوه‌ها را به عنوان وسیله‌ای برای ارتباط بین آسمان و زمین و مکانی برای یافتن جاودانگی می‌دانند. تقدس پنج کوه بزرگ دلیل این است که حتی امروز نیز این کوه‌ها همچنان میزبان تنوع بی‌نظیری از گیاهان، درختان و گونه‌های جانوری هستند.